# Capitán Spaulding
El Capitán Spaulding es el protagonista de la película de 1930 Animal Crackers, interpretado por Groucho Marx. El personaje, aparece por primera vez en el musical de Broadway homónimo en el que se basó la película.
El nombre completo del personaje es Jeffrey T. Spaulding, aunque en la película también se usa Geoffrey T. Spaulding, siendo la T. una abreviación de Edgar. Spaulding es un explorador famoso que regresa de un viaje por África para ser homenajeado en una fiesta organizada por la señora Rittenhouse (interpretada por Margaret Dumont), durante la cual una pintura famosa es robada y la anfitriona le pide al capitán que recupere la obra de arte, dando lugar a  situaciones de comedia pues el capitán en realidad es una persona cobarde y pícara.
El tema musical Hooray for Captain Spaulding se convirtió posteriormente en el tema musical de Groucho y era interpretada con frecuencia antes de su entrada a escena en cualquier programa donde fuese invitado. También se convirtió en el tema principal del programa de You Bet Your Life conducido por Groucho Marx y también fue interpretado en un concierto en el Carnegie Hall por Marvin Hamlisch mientras Groucho aparecía en el escenario.